# Seznam častnih občanov Mestne občine Maribor
Mesta so še v 19. stoletju svoje prebivalce delila glede na njihovo premoženje in družbeni položaj. Premožnejši in imenitnejši so si pridobili meščanske pravice in položaj meščana. Z njim so si poleg pravic naložili tudi dolžnosti. Tistim, ki so bili za mesto posebno zaslužni - pa ni bilo nujno, da so bili njegovi someščani, so od njega prejeli posebno priznanje - naziv častnega meščana. Podobno je bilo in tudi še je v Mariboru.
Še pred marčno revolucijo leta 1848 so v Mariboru že podelili ta ugledni naziv. V knjigi meščanov okrožnega mesta Maribor 1762 – 1918, hranijo jo v Pokrajinskem arhivu Maribor, je popisanih več osebnosti, ki so jih počastili z njim.
Skladno s statutom Mestne občine Maribor o podelitvi naziva častni občan odloča Mestni svet Mestne občine Maribor.

## Častni občani
- Mathias Satzeritsch (1825)
- Carl Bittner von Bitterhal, baron (1836)
- Anton Kiker, doktor medicine (1846)
- Rudolf Gustav Puff, profesor (1847)
- Johann Nepomuk plemeniti Steinberg, podpolkovnik (1848)
- Johann Caspar vitez von Seiller (1850)
- Georg Kerneker (1850)
- Georg Mally, profesor (1854)
- Otmar Reiser (Othmar Reiser) (1883)
- Matevž Reiser (Mathäus Reiser) (1883)
- Aleksander Nagy (Alexander Nagy) (?)
- Ivan Schmiderer (Johann Schmiderer) (?)
- Heunrich plemeniti Garsteiger (1878)
- Franz Stumpfl (1887)
- Bartholomäus von Carner, zaslužni? profesor (1901)
- Richard vitez von Köckenzaun (1904)
- Heinrich Wastian (1907)
- Ottokar Kernstock (1908) naziv na predlog Igorja Jurišiča odvzet 22.6.2020
- Petra Roseggerj (1910)
- Arthur Mally, primarij (1913)
- Rudolf Maister (?)
- Anton Korošec (?)
- Josip Broz - Tito (1962)
- Edvard Kardelj (1969)
- Sergej Kraigher (1970)
- Franc Leskošek – Luka (1979)
- Miha Marinko (1979)
- Bratko Kreft (1986)
- Leon Štukelj (1993)
- Anton Trstenjak (1994)
- Friderik Degen (1996)
- Juan Antonio Samaranch (1997)
- Vekoslav Grmič (1998)
- Zora Janžekovič (1999)
- Tine Lah (2002)
- Bruno Hartman (2003)
- Edvard Glaser (2004)
- Tone Kropušek (2005)
- Oton Polak (2007)
- Jože Mlinarič (2008)
- Rudolf Moge (2009)
- Boris Pahor (2010)
- Ludvik Toplak (2012)
- Matjaž Mulej (2013)
- Alojz Križman (2014)
- Jožef Smej (2015)
- Božidar Krajnčič (2016)
- Vitja Rode (2017)
- Janez Karlin (2018)
- Erih Tetičkovič (2019)
- Magdalena Tovornik (2020)
- Tone Partljič (2021)
- Alfi Nipič (2022)
- Mima Jaušovec (2022)